# Igrejas Reformadas da Nova Zelândia
As Igrejas Reformadas da Nova Zelândia - IRNZ (em inglês Reformed Churches of New Zealand) são uma denominação reformada continental na Nova Zelândia. Foi formada em 1953, por um grupo de igrejas que se separou da Igreja Presbiteriana de Aotearoa Nova Zelândia.
A partir disto, novas igrejas foram plantadas e outras se juntaram a denominação. Em 2021, as IRNZ já eram formadas por 24 igrejas, espalhadas por todo o país.

## História
Devido a Segunda Guerra Mundial, diversos holandeses migraram para outros países.
No final da década de 1940, imigrantes da Holanda que se estabeleceram na Nova Zelândia buscaram a Igreja Presbiteriana de Aotearoa Nova Zelândia (IPANZ), por pertencerem a mesma tradição cristã (Tradição Reformada). Todavia, as diferenças doutrinárias entre os imigrantes holandeses e IPANZ não permitiram a continuidade da união.
Segundo o comitê, formado por membros das igrejas holandesas, o Ato Declaratório de 1901, que foi o documento base para a união dos sínodos antecessores a denominação fez uma distinção entre o entendimento tradicional da Bíblia como sendo a Palavra de Deus e uma visão mais nova, a partir da qual a Palavra de Deus estava contida na Escritura. Assim sendo, o comitê que representava os imigrantes holandeses optou pela separação da igreja, alegando que a IPANZ permitiu a ordenação de ministros que não acreditavam em um nascimento literal e virginal de Cristo (por exemplo) quando subscreviam a Confissão de Fé de Westminster.
Como resultado, as Igrejas Reformadas da Nova Zelândia foram oficialmente estabelecidas em 1953 em uma reunião (sínodo) em Wellington, onde as igrejas de Auckland, Wellington e Christchurch estavam representadas. Congregações da IPANZ em Bucklands Beach em Auckland deixaram a denominação em massa e se juntaram à nova Igreja e ao longo dos anos, outras congregações foram estabelecidas.
Em 2013, a denominação tinha 4.600 membros.
Em fevereiro de 2022, segundo estatísticas da própria denominação, tinha 3.461 membros, em 23 igrejas e congregações.
Em 2024, o número relatado foi de 3.530 membros, em 21 igrejas.

## Doutrina
A denominação subscreve o Credo dos Apóstolos, Credo de Atanásio, Credo Niceno, Confissão Belga, o Catecismo de Heidelberg e os Cânones de Dort.

## Relações Intereclesiásticas
A igreja é membro  da Conferência Internacional das Igrejas Reformadas. 
Além disso, possui relacionamento de
a) igreja irmã com:
- Igreja Presbiteriana da Austrália Oriental
- Igrejas Reformadas Livres da Austrália
- Igreja Reformada Presbiteriana (Austrália)
- Igreja Presbiteriana Ortodoxa[9]
- Igrejas Reformadas Canadenses e Americanas
- Igrejas Reformadas Unidas na América do Norte
- Igrejas Reformadas na África do Sul

b) comunhão ecumênica com:
- Igrejas Cristãs Reformadas da Austrália

c) contato ecumênico com:
- Igreja Presbiteriana da Graça da Nova Zelândia